# Ephedra dawuensis
{{#ifeq:0|0|{{#if:|{{#if:Ephedradawuensis|[[]}}|}}}}
Ephedra dawuensis — вид голонасінних рослин класу гнетоподібних.

## Опис
Дерев'янистий чагарник до 0,5 м заввишки.

## Поширення, екологія
Ендемік провінції Сичуань, Китай. Росте на висотах від 3600 м і 4000 м. Знайдено на схилах у районах з помірними луками і чагарниками.

## Використання
Стебла більшості членів цього роду містять алкалоїд ефедрин і відіграють важливу роль в лікуванні астми та багатьох інших скарг дихальної системи.

## Загрози та охорона
Яких-небудь серйозних загроз не відомо. Жодне з двох відомих місць зростання не знаходяться в межах охоронних територій. Подальші дослідження необхідні в регіоні для визначення статусу населення.